# الانتداب البريطاني على فلسطين (صك قانوني)
كان الانتداب البريطاني على فلسطين، اختصارًا الانتداب على فلسطين، أو انتداب فلسطين انتداب عصبة الأمم للإقليم الذي كان يشكل في السابق سناجق الإمبراطورية العثمانية نابلس و‌عكا والجزء الجنوبي من ولاية سوريا، الشطر الجنوبي من ولاية بيروت، و‌متصرفية القدس، قبيل هدنة مودروس، حيث كُلفت بريطانيا بالانتداب في مؤتمر سان ريمو في أبريل 1920، بعد تنازل فرنسا عن فلسطين في 1918 في «اتفاقية لويد جورج وكليمنصو»، وأُضيفت شرق الأردن إلى الانتداب بعد أن أطاح الفرنسيون بالمملكة العربية في دمشق في الحرب الفرنسية السورية. بدأت الإدارة المدنية في فلسطين وشرق الأردن في يوليو 1920 وأبريل 1921 على التوالي.
أكد مجلس عصبة الأمم رسميًا مشروع الانتداب على فلسطين في 24 يوليو 1922، واستكمل بمذكرة شرق الأردن  المؤرخة 16 سبتمبر 1922، ثم دخل حيز النفاذ في 29 سبتمبر 1923،  عقب التصديق على معاهدة لوزان. وقد استعيض عن انتداب فلسطين بميثاق الأمم المتحدة، الفصل الثاني عشر، المادة 80 من اتفاق وصاية الأمم المتحدة، قرار الجمعية العامة 181 في 29 نوفمبر 1947. وقد قامت المملكة المتحدة بإدارة انتداب فلسطين في الفترة من 29 سبتمبر 1922 حتى نهاية الإنتداب في 29 نوفمبر 1947. وقد أعلنت حكومة دولة إسرائيل على أجزاء من هذا الإقليم في 14 مايو 1948.
استندت الوثيقة إلى المبادئ الواردة في المادة 22 من ميثاق عصبة الأمم المؤرخ 28 يونيو 1919، وقرار سان ريمو الصادر عن المجلس الأعلى لقوى الحلفاء الرئيسية في 25 أبريل 1920، وكان هدف نظام انتداب عصبة الأمم هو إدارة أجزاء من الإمبراطورية العثمانية البائدة، التي كانت تسيطر على الشرق الأوسط منذ القرن السادس عشر، «إلى أن يحين الوقت الذي تستطيع الوقوف فيه بمفردها.» وتم الاتفاق على الحدود الشمالية التقريبية مع الانتداب الفرنسي في اتفاق بوليه–نيوكومب المؤرخ 23 ديسمبر 1920.
في فلسطين، بدأ الانتداب تفعيل وعد بلفور الذي يقضي بتأسيس «دولة وطنية للشعب اليهودي» بجانب العرب الفلسطينيين الذين كانوا يشكلون الغالبية العظمى من السكان المحليين، ولكن هذا المتطلب وغيره من المتطلبات لن ينطبق على الإمارة العربية المنفصلة التي سيتم إنشاؤها في شرق الأردن.
سيطر البريطانيون على فلسطين لمدة تقرب من ثلاثة عقود، وأشرفوا على سلسلة من الاحتجاجات وأعمال الشغب والثورات بين المجتمعين اليهودي والعربي الفلسطيني، وخلال الانتداب، شهدت المنطقة صعود حركتين قوميتين: اليهود والعرب الفلسطينيين، وأدى الصراع بين الطوائف في فلسطين الانتدابية في نهاية المطاف إلى الثورة العربية في فلسطين في الفترة ما بين 1936-1939، والتمرد اليهودي في فلسطين الانتدابية في الفترة ما بين 1944-1948.
تم تمرير خطة الأمم المتحدة لتقسيم فلسطين في 29 نوفمبر 1947، حيث تصورت الخطة إنشاء دولتين منفصلتين يهودية وعربية تعملان في ظل اتحاد اقتصادي، مع نقل القدس إلى وصاية الأمم المتحدة، وأعلن وزير المستعمرات آرثر كريش جونز أن الانتداب البريطاني سينتهي في 15 مايو 1948، وفي اليوم الأخير من الانتداب، أصدرت الجالية اليهودية إعلان الاستقلال الإسرائيلي، وبعد فشل خطة الأمم المتحدة لتقسيم فلسطين في عام 1947، انتهت حرب فلسطين 1947-1949 بتقسيم فلسطين الانتدابية بين إسرائيل، وضم الأردن للضفة الغربية، ومحمية عموم فلسطين المصرية في قطاع غزة.
أضيف شرق الأردن إلى الانتداب بعد مؤتمر القاهرة في مارس 1921، حيث تم الاتفاق على أن يدير عبد الله الاول بن الحسين المنطقة تحت إشراف الانتداب على فلسطين، ومنذ نهاية الحرب كانت تدار من دمشق عبر إدارة عسكرية عربية بريطانية مشتركة برئاسة شقيق عبد الله الأصغر فيصل، وبعد هزيمة جيش فيصل على يد الفرنسيين في يوليو 1920، أصبح شرق الأردن أرضًا محايدة، واختار البريطانيون في البداية تجنب الارتباط الواضح بفلسطين. تم إعطاء إضافة شرق الأردن للانتداب شكلاً قانونيًا في 21 مارس 1921، عندما أدرج البريطانيون المادة 25 في الانتداب على فلسطين، ونفذت المادة عبر مذكرة شرق الأردن المؤرخة في 16 سبتمبر 1922، والتي أنشأت «إدارة منفصلة لشرق الأردن» لتطبيق الانتداب تحت الإشراف العام لبريطانيا العظمى، وفي أبريل 1923 قبل خمسة أشهر من دخول الانتداب حيز التنفيذ، أعلنت بريطانيا عزمها الاعتراف بـ «حكومة مستقلة» في شرق الأردن، وأكدت هذا الحكم الذاتي بشكل أكبر بموجب معاهدة 20 فبراير 1928، وأصبحت الدولة مستقلة تمامًا بموجب معاهدة لندن في 22 مارس 1946.

## الخلفية والالتزامات

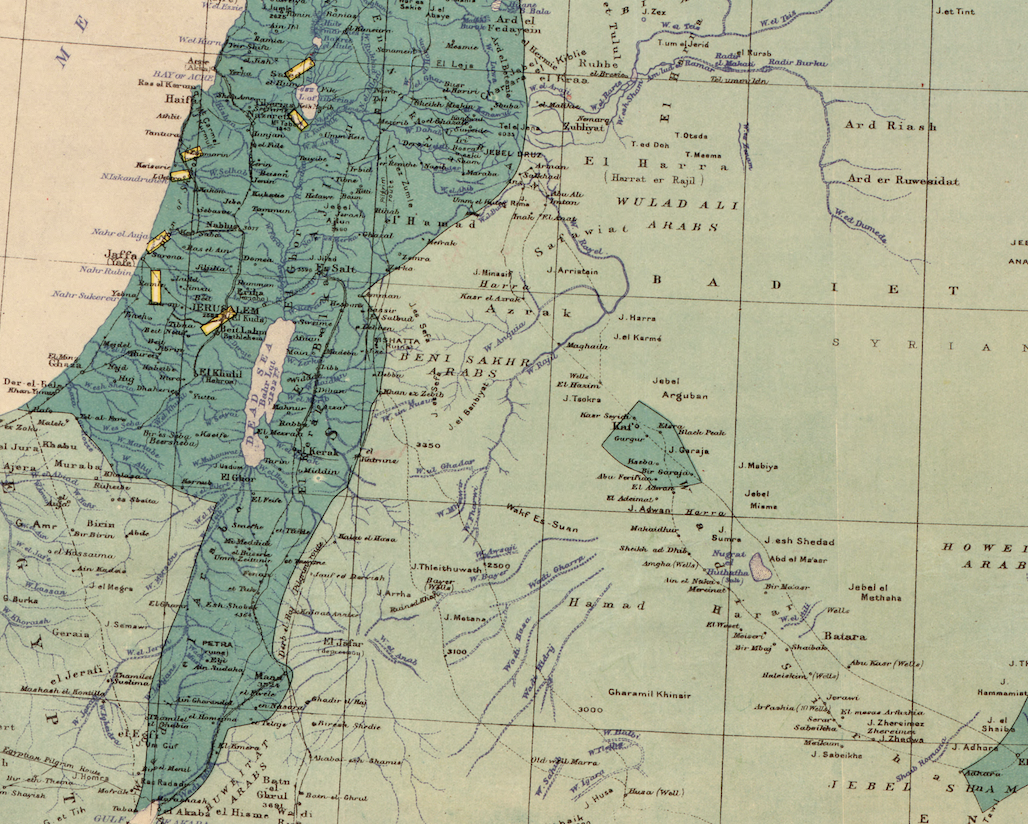
فلسطين وشرق الأردن على خريطة إثنوغرافية للحكومة البريطانية قبل الحرب العالمية الأولى

### لليهود: وعد بلفور
في أعقاب إعلانهم الحرب على الدولة العثمانية في تشرين الثاني نوفمبر 1914، بدأ مجلس الحرب البريطاني في التفكير في مستقبل فلسطين،  (وهي منطقة عثمانية في ذلك الوقت بها نسبة قليلة من السكان اليهود)،  وبحلول أواخر عام 1917 في الفترة التي سبقت إعلان بلفور وصلت الحرب العالمية الأولى إلى طريق مسدود. لم يشارك اثنان من حلفاء بريطانيا بشكل كامل، ولم تتكبد الولايات المتحدة أي خسائر، وكان الروس في خضم الثورة البلفشية. وكُسر الجمود في جنوب فلسطين خلال معركة بئر السبع في 31 أكتوبر 1917، وتمت الموافقة على إصدار وعد بلفور بتاريخ 31 أكتوبر تشرين الأول؛ وقد أشارت مناقشة مجلس الوزراء السابقة إلى الفوائد الدعائية المتصورة بين المجتمع اليهودي في جميع أنحاء العالم لجهود الحلفاء الحربي.
أصدرت الحكومة البريطانية الإعلان، وهو بيان عام أعلن دعمه لإنشاء «وطن قومي للشعب اليهودي» في فلسطين في 2 نوفمبر 1917. كانت الكلمات الأولى من الإعلان تمثل أول تعبير علني عن دعم للصهيونية من قبل قوة سياسية كبيرة،  ولم يكن لمصطلح «الوطن القومي» سابقة في القانون الدولي،  وكان غامضًا عن قصد حول ما إذا كان يُفكر في دولة يهودية أم لا،  حيث لم يتم تحديد الحدود المقصودة لفلسطين،  وأكدت الحكومة البريطانية لاحقًا أن الكلمات «في فلسطين» تعني أن الوطن القومي اليهودي لم يكن مخصصًا لتغطية كل فلسطين،  وأُضيف النصف الثاني من الإعلان لإرضاء معارضي هذه السياسة، الذين قالوا إنها ستؤثر على موقف سكان فلسطين المحليين وتشجع معاداة السامية في جميع أنحاء العالم (وفقًا لرؤساء اللجنة المشتركة، ديفيد إل ألكساندر وكلود مونتفيوري في رسالة إلى صحيفة التايمز) «بتصوير اليهود كغرباء في أراضيهم الأصلية». ودعا الإعلان إلى حماية الحقوق المدنية والدينية للعرب الفلسطينيين، الذين يشكلون الغالبية العظمى من السكان المحليين، وحقوق الجاليات اليهودية في أي دولة أخرى.
وتم إدراج وعد بلفور لاحقًا في الانتداب على فلسطين لتنفيذه،  وعلى عكس الإعلان نفسه، كان الانتداب ملزمًا قانونيًا على الحكومة البريطانية.

### للعرب: مراسلات مكماهون - حسين
بين يوليو 1915 ومارس 1916، تم تبادل سلسلة من عشر رسائل بين الشريف حسين بن علي، رئيس الأسرة الهاشمية التي حكمت الحجاز قرابة ألف عام، وبين المقدم السير هنري مكماهون المندوب السامي البريطاني في مصر،  وافقت الحكومة البريطانية في الرسائل - ولا سيما الرسالة المؤرخة 24 أكتوبر / تشرين الأول 1915 - على الاعتراف باستقلال العرب بعد الحرب مقابل قيام شريف مكة بإطلاق ثورة عربية ضد الدولة العثمانية،  على الرغم من أن هذه الاتفاقية كانت لها بعض القيمة العسكرية نظرًا للمساهمة العسكرية للعرب والمعرفة المحلية بالإضافة إلى الجيش البريطاني، فقد كان السبب الرئيسي للترتيب هو مواجهة إعلان الجهاد العثماني («الحرب المقدسة») ضد الحلفاء، والحفاظ على دعم سبعين مليون مسلم في الهند البريطانية (خاصة أفراد الجيش الهندي المسلمون الذين نُشروا في جميع المسارح الرئيسية للحرب).
حُددت منطقة الاستقلال بأنها «في الحدود التي اقترحها شريف مكة» باستثناء منطقة ساحلية تقع إلى الغرب من «أحياء دمشق وحمص وحماة وحلب»؛ وأدت التفسيرات المتعارضة لهذا الوصف إلى جدل كبير في السنوات التالية، حيث تسببت في خلاف مستمر حتى الوقت الحالي،  حول ما إذا كانت فلسطين جزءًا من الاستثناء الساحلي.  في مؤتمر باريس للسلام عام 1919، قال رئيس الوزراء البريطاني ديفيد لويد جورج لنظيره الفرنسي جورج كليمنصو والحلفاء الآخرين أن مراسلات مكماهون وحسين كانت التزامًا بموجب المعاهدة.

### للفرنسيين: اتفاقية سايكس بيكو
تم تفاوض على معاهدة سرية أخرى في نفس الوقت بين المملكة المتحدة وفرنسا (بموافقة الإمبراطورية الروسية وإيطاليا) لتحديد مجالات نفوذهما وسيطرتهما المتفق عليها بينهما في تقسيم الدولة العثمانية فيما بعد. جرت المفاوضات الأولية التي أدت إلى هذه الاتفاقية بين 23 نوفمبر 1915 و3 يناير 1916؛ وفي 3 يناير قام الدبلوماسيان البريطاني مارك سايكس والفرنسي فرانسوا جورج بيكو بالتوقيع على مذكرة متفق عليها. وقد صادقت حكوماتهما المعنية على الاتفاق في 9 و16 مايو 1916. وخصصت الاتفاقية سيطرة بريطانيا على جنوب إسرائيل وفلسطين الحالية، والأردن وجنوب العراق، ومنطقة صغيرة إضافية تشمل موانئ حيفا وعكا للسماح بالوصول إلى البحر الأبيض المتوسط،  وكان من المقرر أن تخضع منطقة فلسطين، ذات حدود أصغر من فلسطين الانتدابية فيما بعد، لـ "إدارة دولية". تم استخدام الاتفاق في البداية كأساس لاتفاق التسوية المؤقتة البريطاني-الفرنسي لعام 1918، والذي قدم إطارًا لإدارة منطقة بلاد الشام.

### لعصبة الأمم: نظام الانتداب

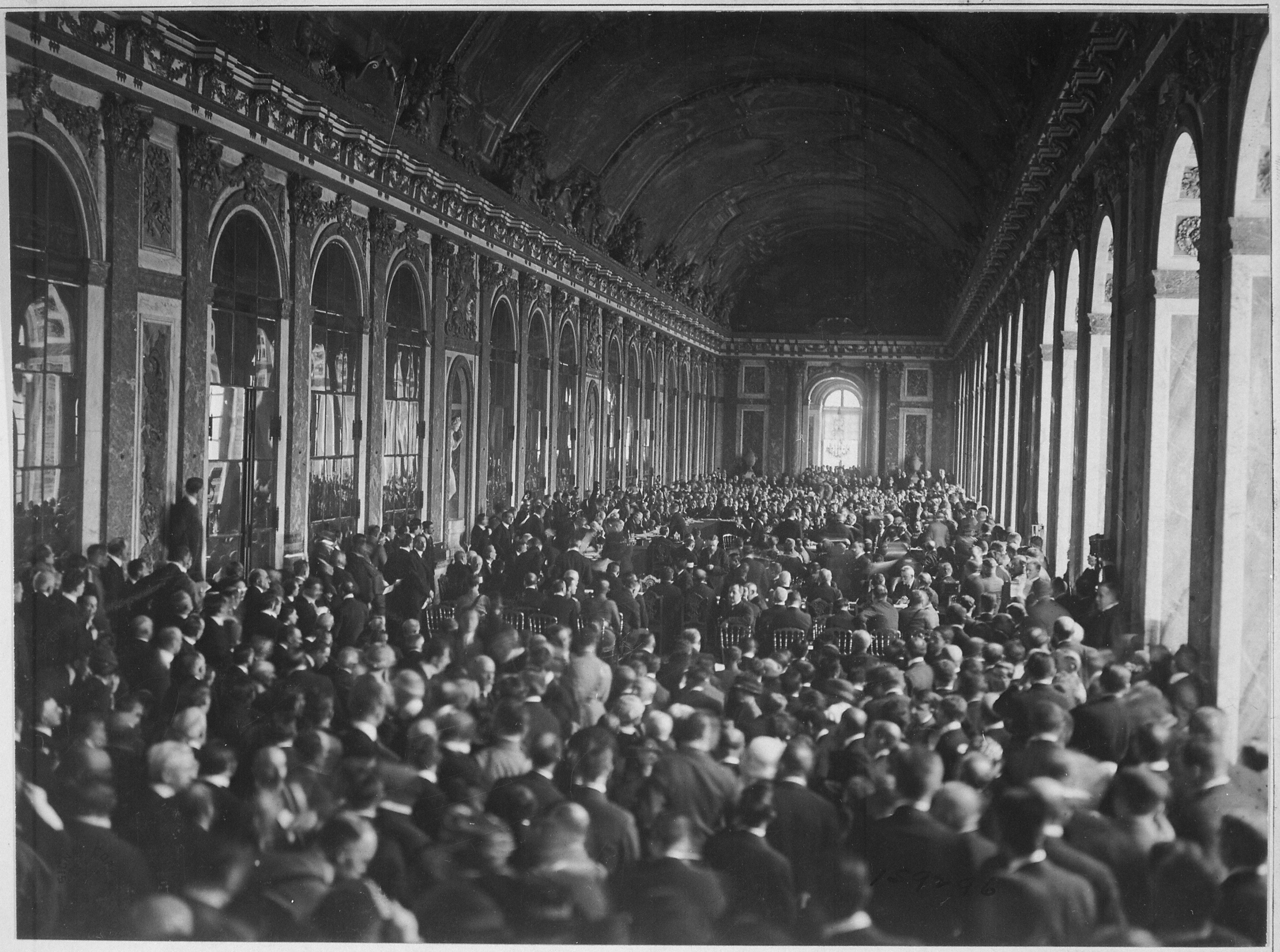
تأسس نظام الانتداب باعتباره «أمانة مقدسة للحضارة» بموجب المادة 22 من الجزء الأول (ميثاق عصبة الأمم) من معاهدة فرساي.

تم إنشاء نظام الانتداب في أعقاب الحرب العالمية الأولى كتسوية وسط بين نموذج وودرو ويلسون لتقرير المصير المنصوص عليه في خطابه الذي تكون من أربعة عشر نقطة في يناير 1918، ورغبة القوى الأوروبية في تحقيق مكاسب لإمبراطورياتهم. وتأسس الانتداب بموجب المادة 22 من ميثاق عصبة الأمم، ودخل حيز التنفيذ في 28 يونيو 1919 كالجزء الأول من معاهدة فرساي، ودخل حيز التنفيذ في 10 يناير 1920 مع بقية المعاهدة.
كُتبت المادة 22 قبل شهرين من توقيع معاهدة السلام، قبل أن يُتفق على المجتمعات أو الشعوب أو الأقاليم التي ستشملها الأنواع الثلاثة من الانتداب المنصوض عليه في الفقرات الفرعية 4 و5 و6 - الفئة A «تنتمي سابقًا للدولة العثمانية»، والفئة B «إفريقيا الوسطى» والفئة C «جنوب غرب إفريقيا وبعض جزر جنوب المحيط الهادئ». تم التوقيع على المعاهدة وتأجيل مؤتمر السلام قبل اتخاذ قرار رسمي.
كانت هناك مبدأين حاكمين يشكلان جوهر نظام الولاية: عدم ضم الأراضي وإدارتها كـ “ثقة مقدسة للحضارة” لتطوير الأراضي لصالح شعوبها الأصلية،  وكان نظام الولاية يختلف جوهريًا عن نظام الحماية الذي سبقه، في أن التزامات السلطة المُنتدبة تجاه سكان المنطقة تحت إشراف طرف ثالث وهي عصبة الأمم،  وكانت الولايات تعمل كأدوات قانونية تحتوي على الشروط المتفق عليها دوليًا لإدارة بعض الأراضي بعد الحرب العالمية الأولى نيابة عن عصبة الأمم.
تألفت عملية إنشاء الانتدابات من مرحلتين: الأولى إزالة رسمية لسيادة الدولة التي كانت تسيطر على الأراضي سابقًا، وتليها نقل الصلاحيات الإلزامية إلى الدول الفردية بين قوات الحلفاء، ووفقًا لاجتماع مجلس عصبة الأمم في أغسطس 1920،
فإن «مسودات الانتدابات التي اعتمدتها القوى المتحالفة والمرتبطة بها لن تكون نهائية حتى يتم النظر فيها والموافقة عليها من قبل العصبة... ويجب أن يكون العنوان القانوني الذي تحمله القوة الانتدابية مزدوجًا: واحدًا تمنحه القوى الرئيسية والآخر تمنحه عصبة الأمم"،  وكانت هناك ثلاث خطوات مطلوبة للانتداب:
1. تمنح قوى التحالف والقوى المنتسبة تفويضًا لأحد أعضائها أو لقوة ثالثة.
2. تخطر القوى الرئيسية رسميًا مجلس عصبة الأمم بأن قوة معينة قد عُيِّنَت كقوة انتدابية لأرض معينة محددة.
3. يأخذ مجلس عصبة الأمم علمًا رسميًا بتعيين القوة الانتدابية ويخبرها بأن [المجلس] يعتبرها مستثمرة بالانتداب، وفي نفس الوقت يخطرها بشروط الانتداب، بعد التحقق من مطابقتها لأحكام الميثاق.

## الانتداب البريطاني

### فلسطين

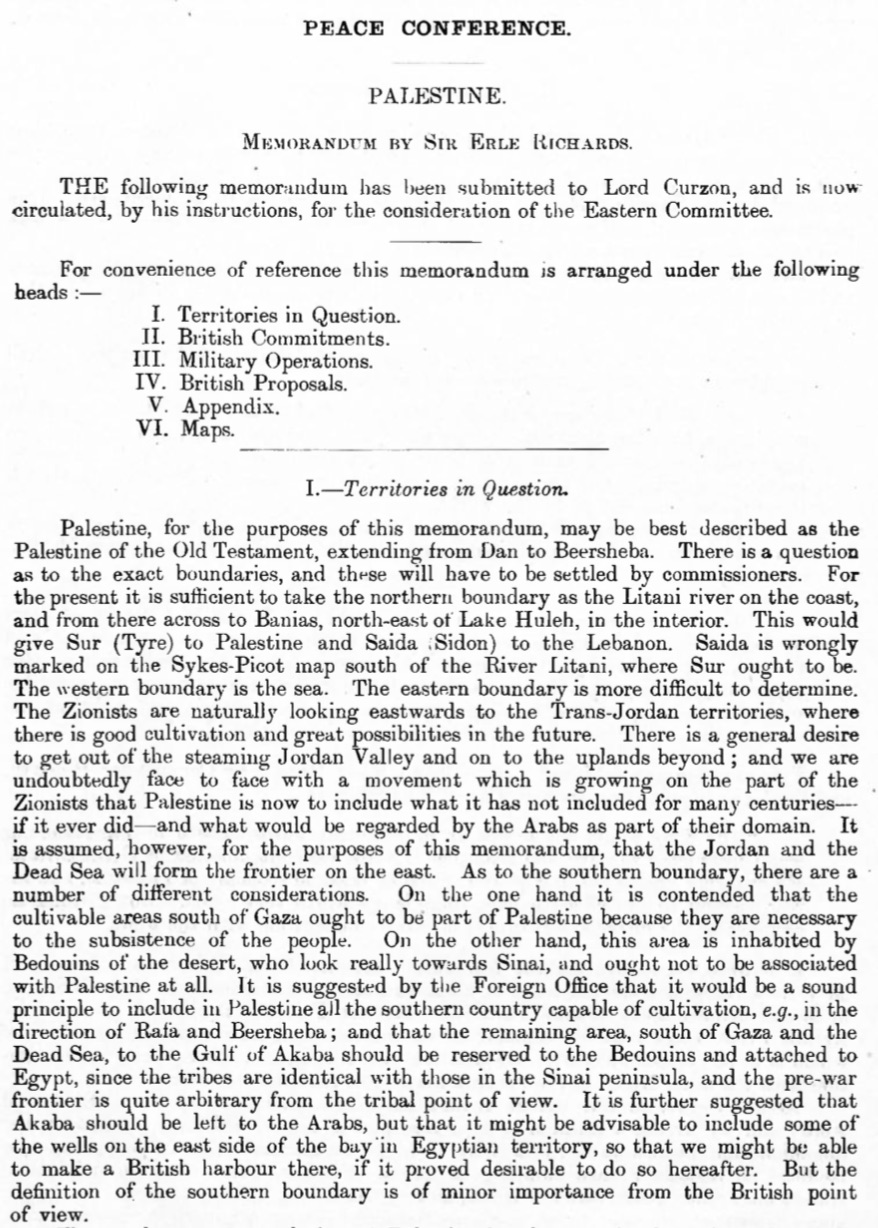
مذكرة مكتب الخارجية في يناير 1919 تحدد حدود فلسطين للجنة الشرقية لمجلس وزراء الحرب البريطاني قبل مؤتمر باريس للسلام.

بدأت المناقشات حول تخصيص السيطرة على المنطقة مباشرة بعد انتهاء الحرب واستمرت في مؤتمر باريس للسلام 1919 ومؤتمر لندن في فبراير 1920 [الإنجليزية]، وتم إسناد الانتداب في مؤتمر سان ريمو في أبريل 1920. حيث منح المجلس الأعلى للحلفاء الانتداب على فلسطين وبلاد الرافدين لبريطانيا، والانتداب على سوريا ولبنان لفرنسا.
قبل انعقاد مؤتمر السلام، صاغ البريطانيون "الحلول الشريفية" لتصفية كافة الخلافات الناشئة عن التزاماتهم المختلفة خلال فترة الحرب العالمية، حيث اقترح هذا الحل أن تنصيب ثلاثة من أبناء الشريف حسين – الذين أصبحوا ملوكًا للحجاز وأبناؤه الأمراء – كملوك لدول حديثة تُنشأ في جميع أنحاء المناطق المُتفق عليها بين ماكماهون والحسين في عام 1915.
شارك الهاشميون في مؤتمر السلام في باريس، بقيادة فيصل الأول، بعد تلقيهم دعوة من البريطانيين لتمثيل العرب في المؤتمر، وطلبوا في البداية ضم فلسطين إلى الدولة العربية المقترحة، وبعد ذلك عدلوا الطلب لإقامة دولة عربية تحت الانتداب البريطاني. وأدلى الوفد ببيانين أوليين في المؤتمر.
تشير المذكرة الصادرة في 1 يناير 1919،  إلى الهدف من "توحيد العرب في نهاية المطاف في دولة واحدة"، حيث تم تحديد المناطق العربية على أنها "من خط الإسكندرونة - ديار بكر جنوبًا إلى المحيط الهندي"، ونصت مذكرة 29 يناير على أن هذه المناطق هي مسائل للترتيب بيننا، بعد معرفة رغبة سكانها المختلفين، في إشارة إلى سياسة وودرو ويلسون لتقرير المصير،  وفي العرض التقديمي الذي قدمه الوفد في 6 فبراير 1919 أمام مؤتمر باريس للسلام، طالب فيصل (مُتحدثًا باسم الملك حسين) باستقلال العرب أو على الأقل الحق في اختيار الوصاية.
قاتل الهاشميون مع البريطانيين خلال الحرب، وتلقوا إعانة سنوية من بريطانيا؛ وفقًا للملحق السري لتقرير لجنة كينغ - كراين الصادر في أغسطس 1919، «استاء الفرنسيون من دفع الإنجليز للأمير فيصل إعانة شهرية كبيرة، وزعموا أنها تغطي عددًا كبيرًا من الرشاوى، وتمكن البريطانيين من الوقوف بعيدًا وإظهار أيدي نظيفة، بينما يقوم العملاء العرب بأعمال قذرة لمصلحتهم».
طلب وفد المنظمة الصهيونية العالمية بقيادة حاييم وايزمان - المحرك الرئيسي وراء إعلان بلفور - من مؤتمر السلام إنشاء انتداب بريطاني في فلسطين، مؤكدًا «اللقب التاريخي للشعب اليهودي في فلسطين».

وأشار الملحق السري لتقرير لجنة كينج كرين إلى أن «اليهود يؤيدون بوضوح بريطانيا كقوة انتدابية بسبب وعد بلفور». التقى الصهاينة بفيصل الأول قبل أسبوعين من بدء المؤتمر من أجل حل خلافاتهم، وتم التوقيع على اتفاقية فيصل وايزمان في 3 يناير 1919. استخدم وفد الصهاينة الاتفاق مع الرسالة التي كتبها تي إي لورانس باسم فيصل إلى فيليكس فرانكفورتر في مارس 1919، للقول بأن خططهم لفلسطين حصلت على موافقة عربية مسبقة؛  بعد أن حذفوا النص الذكي كتبه فيصل بيده بأن الاتفاقية مشروطة بأن تكون فلسطين ضمن منطقة الاستقلال العربي. ويوضح "علي علاوي" هذا الأمر على النحو التالي: 
«عندما غادر فيصل الاجتماع مع وايزمان ليشرح أفعاله لمستشاريه الذين كانوا في جناح مكاتب قريبة في فندق كارلتون، وجد نفسه مُواجهًا بتعابير الصدمة والكَفْرِ، فكيف يمكنه توقيع وثيقة كتبها أجنبي لصالح أجنبي آخر باللغة الإنجليزية في لغة لا يعرفها؟ ورد فيصل على مستشاريه كما ورد في مذكرات عوني عبد الهادي: "أنتم على حق في الاستغراب من توقيعي على مثل هذا الاتفاق المكتوب باللغة الإنجليزية، ولكني أؤكد لكم أن استغرابكم سيزول عندما أخبركم بأنني لم أوقع الاتفاق قبل أن أحدد كتابةً أن موافقتي على التوقيع عليه مشروطة بقبول الحكومة البريطانية لمذكرة سابقة قدمتها إلى وزارة الخارجية... [تحتوي هذه المذكرة] على مطلب استقلال الأراضي العربية في آسيا، ابتداءً من خط يبدأ من الشمال في الأسكندرونة - ديار بكر ويصل إلى المحيط الهندي في الجنوب. وفلسطين كما تعلمون تقع ضمن هذه الحدود... أكدت في هذا الاتفاق قبل التوقيع عليه أنني لست مسؤولًا عن تنفيذ أي شيء في الاتفاق إذا تم السماح بأي تعديل على مذكرتي».
تنازلت فرنسا بشكل خاص عن فلسطين والموصل لصالح البريطانيين في تعديل ديسمبر 1918 على اتفاقية سايكس بيكو، وتم الانتهاء من التعديل في اجتماع عقد في دوفيل في سبتمبر 1919. وتم تأكيد ذلك في مؤتمر سان ريمو الذي منح رسميًا الانتداب لفلسطين إلى المملكة المتحدة بموجب المادة 22 من ميثاق عصبة الأمم. وعلى الرغم من أن فرنسا طلبت استمرار حمايتها الدينية في فلسطين، إلا أن إيطاليا وبريطانيا عارضتا ذلك. وفقدت فرنسا الحماية الدينية، ولكن بفضل الكرسي الرسولي استمرت في التمتع بتكريم طقسي في فلسطين الانتدابية حتى عام 1924 (عندما ألغيت مرتبة الشرف).
وكما أبلغ وايزمان زملائه في الحركة الصهيونية العالمية في لندن في مايو 1920، كانت حدود الأراضي الخاضعة للانتداب غير محددة في سان ريمو و«ستحددها قوى الحلفاء الرئيسية» في مرحلة لاحقة. ذكرت التايمز بيان وايزمان في 8 مايو 1920 على النحو التالي: "لا تزال هناك تفاصيل مهمة مُعلقة، مثل الشروط الفعلية للانتداب ومسألة الحدود في فلسطين. هناك ترسيم للحدود بين سوريا وفلسطين الفرنسية. التي ستشكل الحد الشمالي والخط الشرقي للحدود المتاخمة لسوريا العربية، ولا يرجح أن يتم تثبيت هذا الأخير حتى يحضر الأمير فيصل مؤتمر السلام، على الأرجح في باريس.

### إضافة شرق الأردن

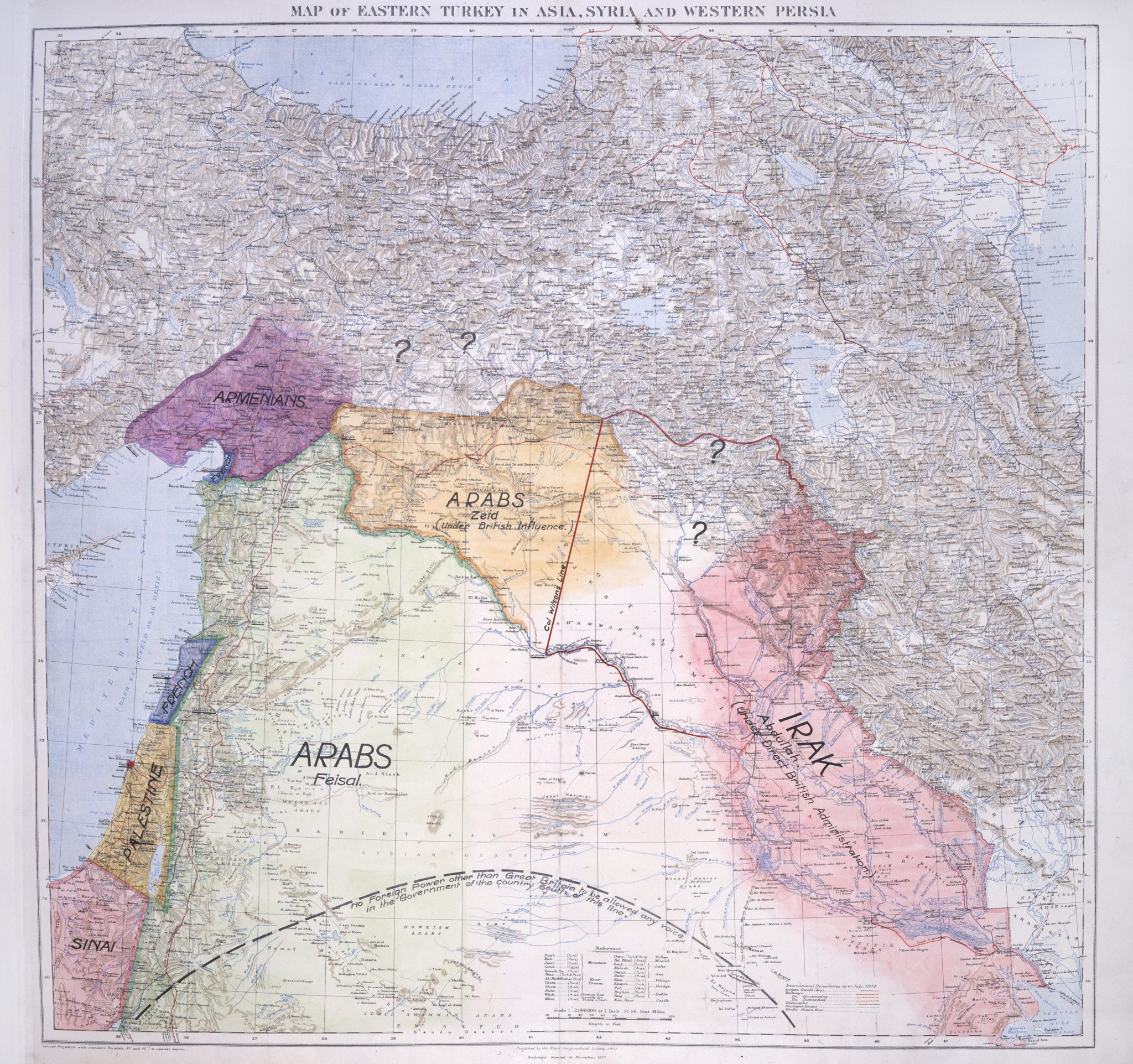
تم تجاوز الحلول الشريفية الأصلية، الموضح في الخريطة التي قدمها توماس إدوارد لورنس إلى اللجنة الشرقية لمجلس الحرب في نوفمبر 1918، بالسياسة المتفق عليها في مؤتمر القاهرة في مارس 1921.

وفقًا لشروط مراسلات الحسين – مكماهون عام 1915 واتفاقية سايكس بيكو عام 1916، كان من المقرر أن يصبح شرق الأردن جزءًا من دولة عربية أو اتحاد دول عربية. انسحبت القوات البريطانية في ربيع عام 1918 من شرق الأردن بعد هجومها الأول والثاني على المنطقة،  مما يشير إلى أفكارها السياسية حول مستقبلها؛ حيث كانوا يخططوا لأن يصبح شرق الأردن جُزءًا من دولة سورية عربية.  وفي نهاية شهر سبتمبر 1918 هزمت القوات البريطانية العثمانية في شرق الأردن في معركة شرق الأردن الثالثة، قبل أسابيع قليلة استسلام الدولة العثمانية بشكل عام.
لم تُذكر منطقة شرق الأردن خلال المناقشات التي جرت في عام 1920 في سان ريمو، حيث مُنح الانتداب على فلسطين. اتفقت بريطانيا وفرنسا على أن تكون الحدود الشرقية لفلسطين نهر الأردن على النحو المُحدد في اتفاقية سايكس بيكو.  وفي ذلك العام، ظهر مبدآن من الحكومة البريطانية، أولهما أن حكومة فلسطين لن تمتد شرق الأردن، وثانيهما التفسير المختار من الحكومة - وإن كان متنازع عليه - لمراسلات الحسين ومكماهون، التي اقترحت إدراج شرق الأردن في منطقة «الاستقلال العربي» (من دون فلسطين).
بالنسبة للمملكة العربية السورية التي أسسها الملك فيصل، فقد قام الفرنسيون بإزالة الحكومة الوطنية الجديدة التي أعلنها هاشم الأتاسي وطردوا الملك فيصل من سوريا بعد معركة ميسلون في 23 يوليو 1920، وشكل الفرنسيون دولة دمشق الجديدة بعد المعركة، وامتنعوا عن توسيع سيطرتهم إلى الجزء الجنوبي من مملكة فيصل، وأصبحت منطقة شرق الأردن لفترة من الوقت أرضًا غير تابعة لأي حكومة،  أو «مهملة سياسيًا» كما وصفها صموئيل.

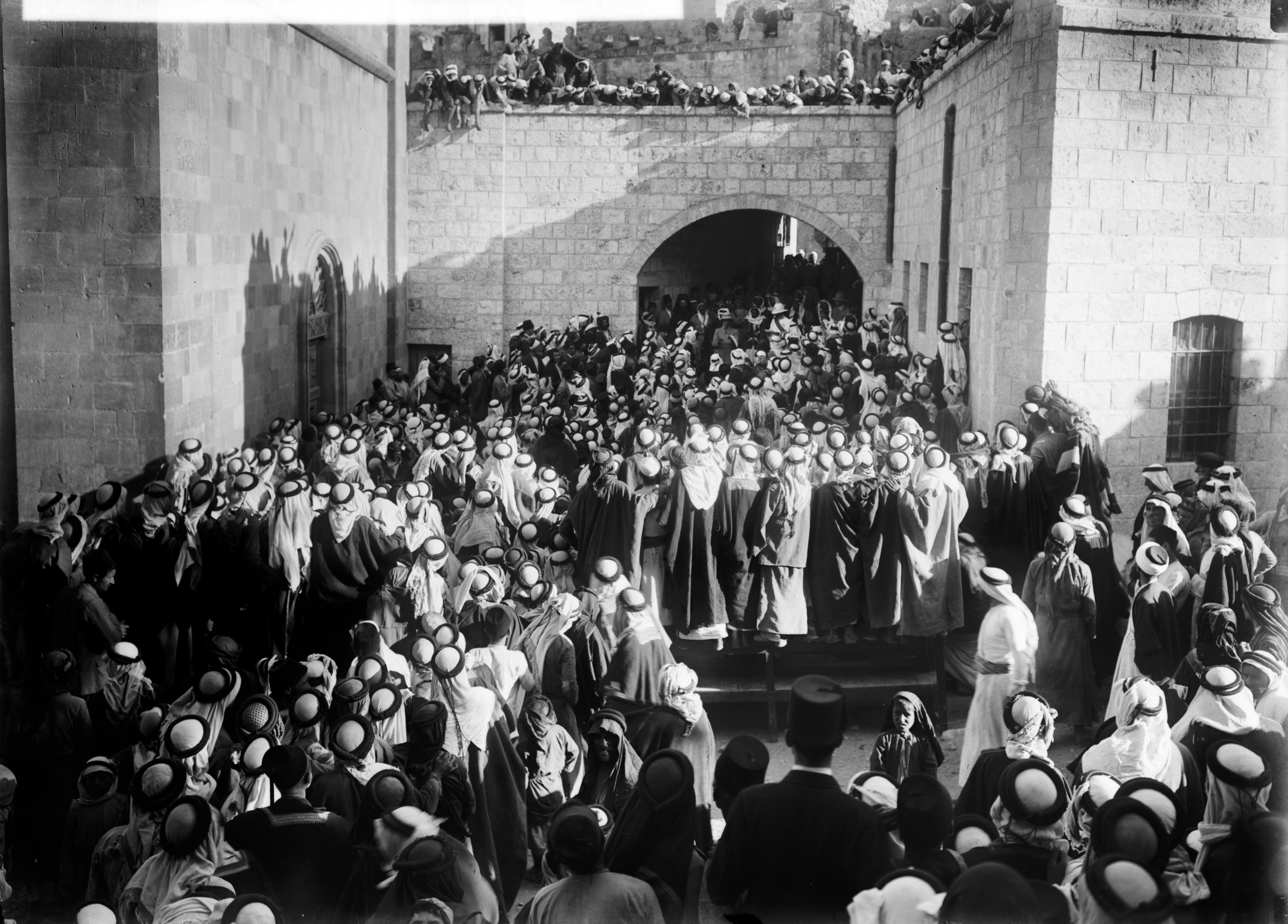
إعلان هربرت صموئيل في السلط في 21 أغسطس 1920 في باحة كنيسة السيدة العذراء الكاثوليكية، وبعد أيام قليلة، حذر كرزون صموئيل من أنه قال: «يجب ألا يكون هناك شك في إقامة أي إدارة بريطانية في تلك المنطقة».

بعد الاحتلال الفرنسي أراد البريطانيون فجأة أن يعرفوا «ما هي» سوريا «التي من أجلها حصل الفرنسيون على الانتداب في سان ريمو؟ وهل تشمل شرق الأردن؟». فقرر وزير الخارجية البريطاني اللورد كرزون في النهاية أنه أن لم يفعل ذلك، سيبقى شرق الأردن مستقلاً ولكن في علاقة وثيقة مع فلسطين. في 6 أغسطس 1920 كتب كرزون إلى المفوض السامي المعين حديثًا هربرت صموئيل عن شرق الأردن: «أقترح أن تُعلم على الفور أننا لن نعترف بالسلطة الفرنسية في المنطقة الواقعة جنوب خط سايكس بيكو، وأن سياستنا لهذه المنطقة ستكون مستقلة ولكن في أوثق العلاقات مع فلسطين». رد صموئيل على كورزون «بعد سقوط دمشق قبل أسبوعين. بأن شيوخ وقبائل شرق الأردن غير راضين تمامًا عن الحكومة الشريفية وعلى الأرجح لن يقبلوا»،   وطلبوا وضع أجزاء من شرق الأردن مباشرة تحت سيطرته الإدارية.
بعد أسبوعين زار صموئيل شرق الأردن في 21 أغسطس دون تفويض من لندن؛  وفي اجتماع مع 600 من القادة في السلط، أعلن استقلال المنطقة عن دمشق واندماجها في الانتداب البريطاني (مقترحاً تضاعف مساحة المنطقة تحت سيطرته بموافقة ضمنية). وأكد صموئيل لجمهوره أن شرق الأردن لن يدمج مع فلسطين. كان كرزون في طريقه لخفض النفقات العسكرية البريطانية، ولم يكن على استعداد لتخصيص موارد كبيرة لمنطقة تعتبر ذات قيمة إستراتيجية هامشية. ورفض على الفور عمل صموئيل، وأرسل (عبر وزارة الخارجية)
إعادة تأكيد لتعليماته بتقليل نطاق التدخل البريطاني في المنطقة: «يجب ألا يكون هناك أي شك في إنشاء أي إدارة بريطانية في تلك المنطقة». وفي نهاية سبتمبر 1920 أوعز كرزون لأحد الأمناء المساعدين في وزارة الخارجية، روبرت فانسيتارت، بترك الحدود الشرقية لفلسطين غير محددة وتجنب «أي ارتباط محدد» بين شرق الأردن وفلسطين لترك الطريق مفتوحًا لحكومة عربية في شرق الأردن،  كتب كرزون لاحقًا في فبراير 1921، «أنا قلق جدًا بشأن شرق الأردن... يريدها السير صموئيل ملحقًا لفلسطين ومنفذًا لليهود. أنا هنا ضده.» 

في 21 نوفمبر 1920، دخل عبد الله الاول بن الحسين، شقيق الملك فيصل الذي عزل حديثاً، مع جيش من 300 إلى 2,000 رجل مدينة معان،  لتأسيس إمارة شرق الأردن وبين ذلك الحين وحتى نهاية مارس 1921، احتل جيش عبد الله كامل منطقة الأردن الحالية، مع بعض الدعم المحلي وعدم وجود معارضة بريطانية.
عُقد مؤتمر القاهرة في 12 مارس 1921 بدعوة من ونستون تشرشل، وزير المستعمرات البريطاني آنذاك، واستمر حتى 30 مارس. وكان القصد منه تأكيد الاتفاقية التي ستسمح بإضافة الأردن الحالي إلى الانتداب البريطاني على فلسطين، بحيث يكون عبد الله أميرًا تحت سلطة المفوض السامي، وبشرط ألا تنطبق أحكام "الوطن القومي اليهودي" في الأردن،  وفي اليوم الأول من المؤتمر، قدّمت إدارة الشرق الأوسط في مكتب الاستعمار مذكرة توضح وضع الأردن،  وفي 21 مارس 1921 قرر المستشارون القانونيون في وزارة الخارجية والاستعمار إدراج المادة 25 في اتفاقية الانتداب البريطاني في فلسطين، لإضافة الأردن إليها.

## الصياغة
كان من الضروري على السلطات الإنتدابية المعنية تقديم بيانات مكتوبة إلى عصبة الأمم خلال مؤتمر باريس للسلام، تقترح فيها قواعد الإدارة في مناطق الانتداب. بدأ صياغة إنتداب فلسطين قبل حصول بريطانيا رسمياً على الانتداب في سان ريمو في أبريل 1920، حيث كان واضحًا بعد انتهاء الحرب أن بريطانيا هي القوة المفضلة في المنطقة. كان للانتداب عدة مسودات وهي: المقترحات الصهيونية في فبراير 1919 لمؤتمر السلام، ومسودة تسوية ديسمبر 1919 بين البريطانيين والصهاينة، ومسودة يونيو 1920 بعد «تمييع» كرزون، ومسودة ديسمبر 1920 التي قُدمت لعصبة الأمم للتعليق عليها.

### 1919: المناقشات الصهيونية البريطانية الأولية

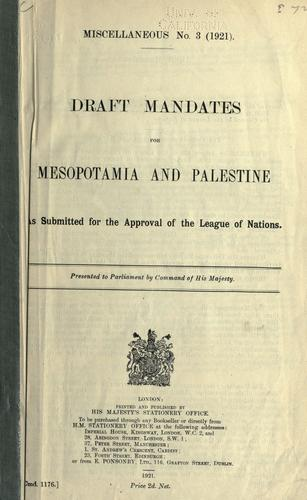
تم تقديم مشروع الانتداب، الذي نُشر برقم Cmd. 1176، من قبل اللورد بلفور في 7 ديسمبر 1920 إلى الأمانة العامة لعصبة الأمم للموافقة عليه من قبل مجلس عصبة الأمم. تركزت التغييرات التي حدثت بين ديسمبر 1920 ويوليو 1922 بشكل أساسي على حماية الأماكن المقدسة (المادتين 14 و21) وإضافة شرق الأردن (المادة 25).

لم يتم مناقشة الاقتراح الصهيوني في فبراير 1919 المُقدم لمؤتمر السلام آنذاك، حيث تركزت مُحادثات الحلفاء على مكان آخر، ولم تبدأ المفاوضات المباشرة بين وزارة الخارجية البريطانية والصهاينة إلا في تموز يوليو 1919،  بعد أن أعد البريطانيون مسودة انتداب كاملة. احتوت المسودة البريطانية على 29 مادة، مقارنة بالمواد الخمس التي اقترحها الصهاينة. ومع ذلك فقد أفاد تقرير المنظمة الصهيونية أن المسودة سبق تقديمها منهم إلى البريطانيين في 15 يوليو 1919.
أذن بالفور بأن يبدأ السكرتير الدبلوماسي إريك فوربس آدم مفاوضات مع المنظمة الصهيونية، وصاغ الجانب الصهيوني مسودة بقيادة بن كوهين نيابة عن وايزمان، وفيليكس فرانكفورتر وقادة صهاينة آخرين، وبحلول ديسمبر 1919 تفاوضوا على مسودة «توافقية».

### 1920: مفاوضات كرزون
على الرغم من تولي كرزون المسؤولية من بالفور في أكتوبر، إلا أنه لم يلعب دورًا فعالًا في صياغة المسودة حتى منتصف مارس. ويُشير المؤرخ الإسرائيلي "دفورا بارزيلاي ييجار" إلى أنه تلقى نسخة من المسودة المقدمة في ديسمبر، وقال: «العرب تم نسيانهم إلى حدٍ ما...». وعندما تلقى كرزون مسودة 15 مارس 1920، كان «أكثر انتقادًا»،  واعترض على «عبارات قد تعني الاعتراف بأي حقوق قانونية» على سبيل المثال أن تكون الحكومة البريطانية «مسؤولة عن وضع فلسطين تحت ظروف سياسية وإدارية واقتصادية تضمن تأسيس وطن قومي لليهود وتطوير كيان ذاتي ...». وأصر كرزون على إجراء تعديلات حتى أن المسودة المقدمة في 10 يونيو أزالت اعتراضاته؛  فقد أُزيلت الفقرة التي تعترف بالارتباط التاريخي للشعب اليهودي بفلسطين من المقدمة، وتم استبدال «الكومنولث المتمتع بالحكم الذاتي» بعبارة «مؤسسات الحكم الذاتي»، وحُذفت عبارة «الاعتراف بإقامة الوطن القومي اليهودي كمبدأ إرشادي في تنفيذ الانتداب».
بعد اعتراضات شديدة على التعديلات المقترحة، أُعيد إدراج العبارة المتعلقة بالعلاقات التاريخية لليهود بفلسطين في الميثاق في ديسمبر 1920. وقُدمت المسودة إلى عصبة الأمم في 7 ديسمبر 1920،  ونُشرت في صحيفة التايمز في 3 فبراير 1921.

### 1921: مقالة شرق الأردن
وافق كرزون على إدراج المادة 25 في 31 مارس 1921، وأُرسلت المسودة النهائية المنقحة للميثاق إلى عصبة الأمم في 22 يوليو 1922. تتيح المادة 25 للمفوض الانتدابي «تأجيل أو حجب تطبيق أحكام الانتداب التي يعتبرها غير قابلة للتطبيق على الظروف المحلية القائمة» في تلك المنطقة، ويتضمن النص النهائي للانتداب المادة 25 التالية:
«في الأراضي الممتدة بين نهر الأردن والحدود الشرقية لفلسطين المحددة في النهاية، يحق للمفوض الانتدابي، بموافقة مجلس عصبة الأمم، تأجيل أو حجب تطبيق أحكام هذا الميثاق التي قد يرى أنها غير مناسبة للظروف المحلية القائمة، وإعداد ترتيبات لإدارة هذه الأراضي يرونها مناسبة لتلك الظروف».
وكان الهدف من المادة الجديدة تمكين بريطانيا «من إقامة إدارة عربية والامتناع إلى أجل غير مسمى عن تطبيق بنود الانتداب التي تتعلق بإقامة الوطن القومي لليهود»، كما هو موضح في خطاب من مكتب المستعمرات بعد ثلاثة أيام. وأدى ذلك لإنشاء منطقتين إداريتين الأولى فلسطين تحت الحكم البريطاني المباشر، وإمارة شرق الأردن المتمتعة بالحكم الذاتي تحت حكم الأسرة الهاشمية، وفقًا للتفسير المعدل الذي قدمته الحكومة البريطانية لمراسلات حسين ومكماهون عام 1915. وفي المناقشات التي جرت في القدس في 28 مارس اقترح تشرشل خطته على عبد الله بأن يتم قبول شرق الأردن في منطقة الانتداب كدولة عربية مستقلة عن فلسطين، وأن تكون تحت الحكم الاسمي للأمير عبد الله مبدئيًا لمدة ستة أشهر،  وقال تشرشل إن شرق الأردن لن يشكل جزءًا من الوطن القومي اليهودي الذي سيتم إنشاؤه غرب نهر الأردن:
لن يتم تضمين شرق الأردن في النظام الإداري الحالي لفلسطين، وبالتالي لن تطبق الشروط الصهيونية للانتداب عليه، ولن يتم جعل العبرية لغة رسمية في شرق الأردن ولن يُتوقع من الحكومة المحلية أن تتبنى أي إجراءات لتشجيع الهجرة اليهودية والاستعمار اليهودي.

تم تمديد مدة عبد الله التي استمرت ستة أشهر، وبحلول الصيف التالي بدأ يعرب عن نفاد صبره بسبب عدم وجود تأكيد رسمي لوضعه.

### 1921–22: محاولة التدخل الفلسطينية
{{{annotations}}}
أعد البريطانيون المسودة بدون مشاورة العرب أو تدخلهم، على الرغم من حقيقة أن اعتراضهم على وعد بلفور كان معروفًا جيدًا،  وبدأت المعارضة السياسية الفلسطينية في التنظيم عام 1919 في شكل المؤتمر العربي الفلسطيني، الذي تشكل من الجمعيات الإسلامية المسيحية المحلية. في مارس 1921 قدم وزير الاستعمار البريطاني الجديد ونستون تشرشل إلى المنطقة لتشكيل السياسة البريطانية على الأرض في مؤتمر القاهرة، وحاول رئيس المؤتمر الفلسطيني موسى الحسيني عرض آراء اللجنة التنفيذية في القاهرة و(لاحقًا) القدس، لكن تم رفضه في المرتين.
في صيف عام 1921 أرسل المؤتمر الفلسطيني العربي الرابع وفدًا بقيادة موسى الحسيني إلى لندن للتفاوض نيابة عن السكان المسلمين والمسيحيين. وفي طريقهم عقد الوفد اجتماعات مع البابا بندكت الخامس عشر ودبلوماسيين من عصبة الأمم في جنيف. وفي لندن عقدوا ثلاث اجتماعات مع وينستون تشرشل، دعوا خلالها إلى إعادة النظر في وعد بلفور، وإلغاء سياسة الوطن القومي اليهودي، ووضع حد للهجرة اليهودية، وعدم فصل فلسطين عن جيرانها. وقد رُفضت جميع مطالبهم، على الرغم من تلقيهم تشجيعًا من بعض أعضاء البرلمان المحافظين. قاد موسى الحسيني وفداً في عام 1922 إلى أنقرة ثم إلى مؤتمر لوزان، حيث كان من المقرر إعادة التفاوض على معاهدة سيفر بعد انتصارات مصطفى كمال أتاتورك ضد الجيش اليوناني في تركيا. أعرب الوفد الفلسطيني عن أمله في أن يتمكنوا بدعم من أتاتورك من حذف وعد بلفور وسياسة الانتداب من المعاهدة الجديدة.التقى الوفد بكبير مفاوضي تركيا عصمت باشا الذي وعد بأن «تركيا ستصر على حق العرب في تقرير المصير و... يجب أن يُسمح للوفد الفلسطيني بالتحدث في المؤتمر» ومع ذلك فقد تجنب المزيد من الاجتماعات، وأوضح أعضاء آخرون في الوفد التركي عزمهم على «قبول الوضع الراهن بعد الحرب العالمية الأولى». وخلال المفاوضات رفض عصمت باشا الاعتراف بالانتداب أو قبوله،  ولم يُشار لهذا الرفض في المعاهدة النهائية، ولم يكن له أي تأثير على تنفيذ سياسة الانتداب التي بدأت قبل ثلاث سنوات.

### 1922: التعديلات النهائية
كان لكل عضو من قوات التحالف الرئيسية دور في إعداد مسودة الانتداب المقترح، على الرغم من أن بعضها (بما في ذلك الولايات المتحدة) لم يعلن الحرب على الدولة العثمانية ولم يصبحوا أعضاءً في عصبة الأمم.
| مسودات الانتداب البريطانية البارزة                                                        | مسودات الانتداب البريطانية البارزة | مسودات الانتداب البريطانية البارزة |
| تاريخ المسودة                                                                             | تفاوض بين | التغييرات الأساسية مقابل الإصدار السابق |
| ----------------------------------------------------------------------------------------- | --- | --- |
| 3 فبراير 1919 مشروع المنظمة الصهيونية (ويكي مصدر)                                         | مسودة المنظمة الصهيونية التي وقعها والتر روتشيلد، ومن المنظمة الصهيونية (ناحوم سوكولو، وحاييم وايزمان)، ومن المنظمة الصهيونية الأمريكية (جوليان ماك، وستيفن إس وايز، وهاري فريدنوالد، وجاكوب دي هاس، وماري فيلس، ولويس روبسون، وبرنارد فلكسنر)، ومن المنظمة الصهيونية الروسية (إسرائيل روسوف). قُدم في فبراير وراجعه البريطانيين في أبريل 1919. | قُدمت النسخة الأولى إلى مؤتمر السلام، واحتوى المشروع على خمسة بنود فقط، واحتوى البند الخامس على خمسة بنود فرعية. |
| 15 يوليو 1919 مشروع وزارة الخارجية البريطانية (ويكي مصدر)                                 | مسودة وزارة الخارجية البريطانية (القسم السياسي) بعد مناقشة مع المنظمة الصهيونية، والتي ادعت فيما بعد أن المقترحات التي قدموها إلى البريطانيين كانت "مجسدة إلى حد كبير" في هذه المسودة. | المسودة الرسمية الأولى للانتداب، احتوت المقدمة و29 بندًا بشكل وثيق بالمبادئ التي اقترحها الصهاينة. وتضمنت التغييرات ذات الصلة ما يلي: - في الديباجة استبدال: "الاعتراف باللقب التاريخي للشعب اليهودي في فلسطين وحق اليهود في إعادة إنشاء وطنهم الوطني في فلسطين." بـ: "الاعتراف بالصلة التاريخية للشعب اليهودي بفلسطين والمطالبة التي تنشأ عن ذلك بتأسيس وطن قومي له في ذلك البلد." - تخفيض الالتزام البريطاني بقبول المشورة من المجلس اليهودي.                                                                |
| 24 سبتمبر 1919 اقتراح المنظمة الصهيونية (ويكي مصدر)                                       | اقتراح مُضاد للمنظمة الصهيونية قدمه كوهين إلى فوربس آدم، يتضمن التعديلات التي صاغتها "لجنة العمل" الصهيونية في لندن في يوليو وأغسطس. | - أضيفت "أرض إسرائيل (بالإنجليزية: Erez Israel)‏" كترجمة لكلمة "فلسطين". - استبدال "تأسيس وطن قومي في ذلك البلد" بعبارة "إعادة بناء فلسطين كوطن وطني لهم". - إضافة أن الوكالة اليهودية "سيكون لها حق الشفعة" على الامتيازات الاقتصادية. - إزالة المادة التي تضمن حقوق الملكية للمنظمات الدينية. - مطالبة الحكومة بالاعتراف بالسبت اليهودي والأعياد اليهودية كأيام راحة قانونية. |
| 11 ديسمبر 1919 "تم الاتفاق عليه مؤقتا بين المنظمة الصهيونية والوفد البريطاني" (ويكي مصدر) | اتفاق مؤقت بعد مناقشات في باريس في أوائل ديسمبر بين فوربس آدم وهربرت ويليام مالكين عن وزارة الخارجية البريطانية وكوهين عن المنظمة الصهيونية. حذر فوربس آدم الصهاينة من أن "هذه ليست الكلمة الأخيرة". | - "متطابقة تقريبًا" مع الاقتراح الصهيوني في سبتمبر فيما يتعلق بالمجالات الأساسية للقلق الصهيوني. ولم تتغير الديباجة لم تتغير إلى حد كبير. - أزيلت المادة: "تتولى الحكومة إدارة أملاك المسلمين الوقفية في فلسطين، التي يجب أن تحترم الشريعة الإسلامية ورغبات المؤسسين، بقدر ما يتفق ذلك مع المصالح العامة للبلد بشكل عام." - كما تم حذفت مادة تقترح أن تخضع مسائل القانون المدني لترتيبات قضائية منفصلة لليهود والمسلمين. - أضيفت المزيد من التفاصيل إلى المواد المتعلقة باكتساب اليهود للجنسية وحماية الأجانب. |
| 10 يونيو 1920 مقدم إلى مجلس الوزراء البريطاني (ويكي مصدر)                                 | كرزون | |
| 25 سبتمبر 1920 مقدم إلى مجلس الوزراء البريطاني (ويكي مصدر)                                | كرزون | |
| 7 ديسمبر 1920 مقدم للمراجعة من قبل عصبة الأمم (ويكي مصدر)                                 | كرزون | - أعيدت المادة: "وفيما أعطيت به الاعتراف بالصلة التاريخية للشعب اليهودي بفلسطين وبالأسباب التي تبرر إعادة إنشاء وطنهم الوطني في تلك البلاد". - أُزيلت مادتين متعلقتين بترسيم الحدود المحتمل (المادتان 2 و3 من نسخة سبتمبر). |
| 24 يوليو 1922 وافق عليها مجلس عصبة الأمم (ويكي مصدر)                                      | مجلس عصبة الأمم، يتضمن تغيير شرق الأردن الذي اقترحته الحكومة البريطانية في مؤتمر القاهرة في مارس 1921، والتغييرات الأخرى التي اقترحها أعضاء آخرون في مجلس العصبة. | - إزالة الإشارات إلى معاهدة سيفر البائدة، بما في ذلك المقدمة (سيفر المادة 95 والمادة 132)، والمادة 14 (الأماكن المقدسة، سيفر المادة 95) والمادة 21 (قانون الآثار، سيفر المادة 421). - أضيفت المادة 25 المتعلقة بشرق الأردن. |

## الموافقات

### البرلمان البريطاني
أصبح الرأي العام والحكومة البريطانية على نحو متزايد معارضين للدعم الحكومي للصهيونية، وحتى سايكس بدأ يغير آرائه في نهاية عام 1918. وفي فبراير 1922 أرسل تشرشل برقية إلى صموئيل، الذي بدأ دوره كمفوض عالي لفلسطين منذ 18 شهرًا، يطلب فيها تخفيض النفقات ويلاحظ:
في كلا مجلسي البرلمان هناك حركة عداء متزايدة ضد السياسة الصهيونية في فلسطين، والتي ستحفزها مقالات هارمسورث الأخيرة، لا أعطي أهمية زائدة لهذه الحركة، ولكن من الصعب بشكل متزايد التعامل مع الحجة التي تقول إنه من غير العادل أن يُطلب من دافع الضرائب البريطاني الذي تعاظَمت عليه الضرائب بالفعل، تحمُّل تكلفة فرض سياسة غير محبوبة على فلسطين.
رفض مجلس اللوردات الانتداب فلسطين الذي يتضمن إعلان بلفور بأغلبية 60 صوتًا مقابل 25 بعد إصدار ورقة تشرشل البيضاء في يونيو 1922، وذلك بعد اقتراح من اللورد إيزلينجتون. كان التصويت رمزي حيث أُلغي لاحقًا من خلال تصويت في مجلس العموم بعد محور تكتيكي وعدد من الوعود من قبل تشرشل.

في فبراير 1923، وبعد تغيير الحكومة، وضع كافنديش الأساس لمراجعة سرية لسياسة فلسطين في مذكرة طويلة إلى مجلس الوزراء:
من السخف أن نتظاهر بأن السياسة الصهيونية غير محبوبة. فقد تعرضت لهجمات شديدة في البرلمان وما زالت تتعرض لانتقادات شديدة في بعض أقسام الصحافة، ويمكن تلخيص أسباب الهجوم بثلاثة نقاط: (1) المزاعم بانتهاك تعهدات ماكماهون؛ (2) الظلم الذي يتعرض له البلد عند فرض سياسة يعارضها غالبية سكانه؛ و(3) العبئ المالي على المكلف البريطاني...
وجه في الرسالة التي وضعها مع المذكرة الأساسية بطلب بيان السياسة في أقرب وقت ممكن، وتركيز المجلس على ثلاثة أسئلة: (1) ما إذا كانت التعهدات المقدمة للعرب تتعارض مع إعلان بلفور أم لا، (2) في حالة عدم التعارض هل ينبغي للحكومة الجديدة مواصلة السياسة التي حددها الحكومة القديمة في ورقة تشرشل البيضاء عام 1922، (3) إذا لم يكن هناك تعارض، ما هي السياسة البديلة التي يجب اعتمادها؟
أنشأ ستانلي بالدوين، الذي تولى منصب رئيس الوزراء في 22 مايو 1923، لجنة فرعية لمجلس الوزراء في يونيو 1923 كانت اختصاصاتها "فحص السياسة الفلسطينية من جديد وتقديم المشورة لمجلس الوزراء بكامل هيئته ما إذا كان ينبغي لبريطانيا البقاء في فلسطين وما إذا كانت ستبقى في فلسطين؟ هل يجب أن تستمر السياسة الموالية للصهيونية أم لا".
وافق مجلس الوزراء على تقرير هذه اللجنة الفرعية في 31 يوليو 1923؛ وعند تقديم اللتقرير استنتج كرزون أنه "سواء كانت السياسة حكيمة أم غير حكيمة، فإنه من المستحيل تقريبا على أي حكومة أن تخرج من دوامتها بدون التضحية بحيادها وكرامتها، إن لم يكن بمصداقيتها وشرفها".
وصف البروفيسور جون بي. كويغلي المتخصص في القانون الدولي الأمر بأنه "ليس أقل من كونه رائعًا"، حيث لاحظ أن الحكومة تعترف لنفسها بأن دعمها للصهيونية كان مستنداً إلى اعتبارات ليس لها علاقة بمزايا الصهيونية أو عواقبها على فلسطين. وظلت الوثائق المتعلقة بإعادة التقييم لعام 1923 سرية حتى بدايات السبعينيات من القرن الماضي.

### الولايات المتحدة
لم تكن الولايات المتحدة عضوًا في عصبة الأمم. في 23 فبراير 1921 أي بعد شهرين من تقديم مسودة الانتداب للعصبة، طلبت الولايات المتحدة الإذن بالتعليق قبل نظر مجلس عصبة الأمم في المسودة، ووافق المجلس على الطلب بعد أسبوع من ذلك. استمرت المناقشات حول هذا الموضوع حتى 14 مايو 1922، عندما أعلنت الحكومة الأمريكية شروط اتفاق مع المملكة المتحدة بشأن الانتداب على فلسطين، وتضمنت هذه الشروط بندًا ينص على "ضرورة الحصول على موافقة الولايات المتحدة قبل أي تعديل في نص الانتداب"،  وعلى الرغم من المعارضة التي واجهتها الخارجية الأمريكية، أصدر الكونغرس في 21 سبتمبر 1922 قرار لودج فيش، والذي كان يؤيد إعلان بلفور.
في 3 ديسمبر 1924، وقّعت الولايات المتحدة اتفاقية الانتداب على فلسطين، وهي معاهدة ثنائية مع بريطانيا تحدد "موافقة الولايات المتحدة على الإدارة" (المادة 1)، والتي تتعامل مع ثماني مسائل تشغل الولايات المتحدة بما في ذلك حقوق الممتلكات والمصالح التجارية، وأعدت وزارة الخارجية تقريرًا يوثّق موقفها بشأن الانتداب.

### مجلس عصبة الأمم: الانتداب
اجتمع مجلس عصبة الأمم بين 19 و24 يوليو 1922 للموافقة على الانتدابات من الفئة أ لفلسطين وسوريا، وافق مجلس عصبة الأمم على الانتداب على فلسطين في 22 يوليو 1922 في اجتماع خاص للمجلس في سانت جيمس بالاس في لندن،  مما منح البريطانيين اعترافًا دوليًا رسميًا بالموقف الذي كانوا يحتلونه بحكم الأمر الواقع في المنطقة منذ نهاية عام 1917 في فلسطين ومنذ عام 1920-21 في شرق الأردن. وأعلن المجلس أن الانتداب تمت الموافقة عليه وسيدخل حيز التنفيذ “تلقائيًا” عندما يتم حل الخلاف بين فرنسا وإيطاليا.
أصدر رئيس المجلس بيانًا عامًا يؤكد ذلك في 24 يوليو،  ومع صعود الفاشيين للسلطة في إيطاليا في أكتوبر 1922، أجل رئيس الوزراء الإيطالي الجديد موسوليني تنفيذ الانتداب،  وفي 23 أغسطس 1923 صادق البرلمان التركي في أنقرة على معاهدة لوزان بأغلبية 215 صوتًا من 235 صوتًا. حدد مجلس عصبة الأمم أن الانتدابين دخلا حيز التنفيذ في اجتماعه المنعقد في 29 سبتمبر 1923. وتم حل الخلاف بين فرنسا وإيطاليا بالتصديق التركي.

### مجلس عصبة الأمم: مذكرة شرق الأردن

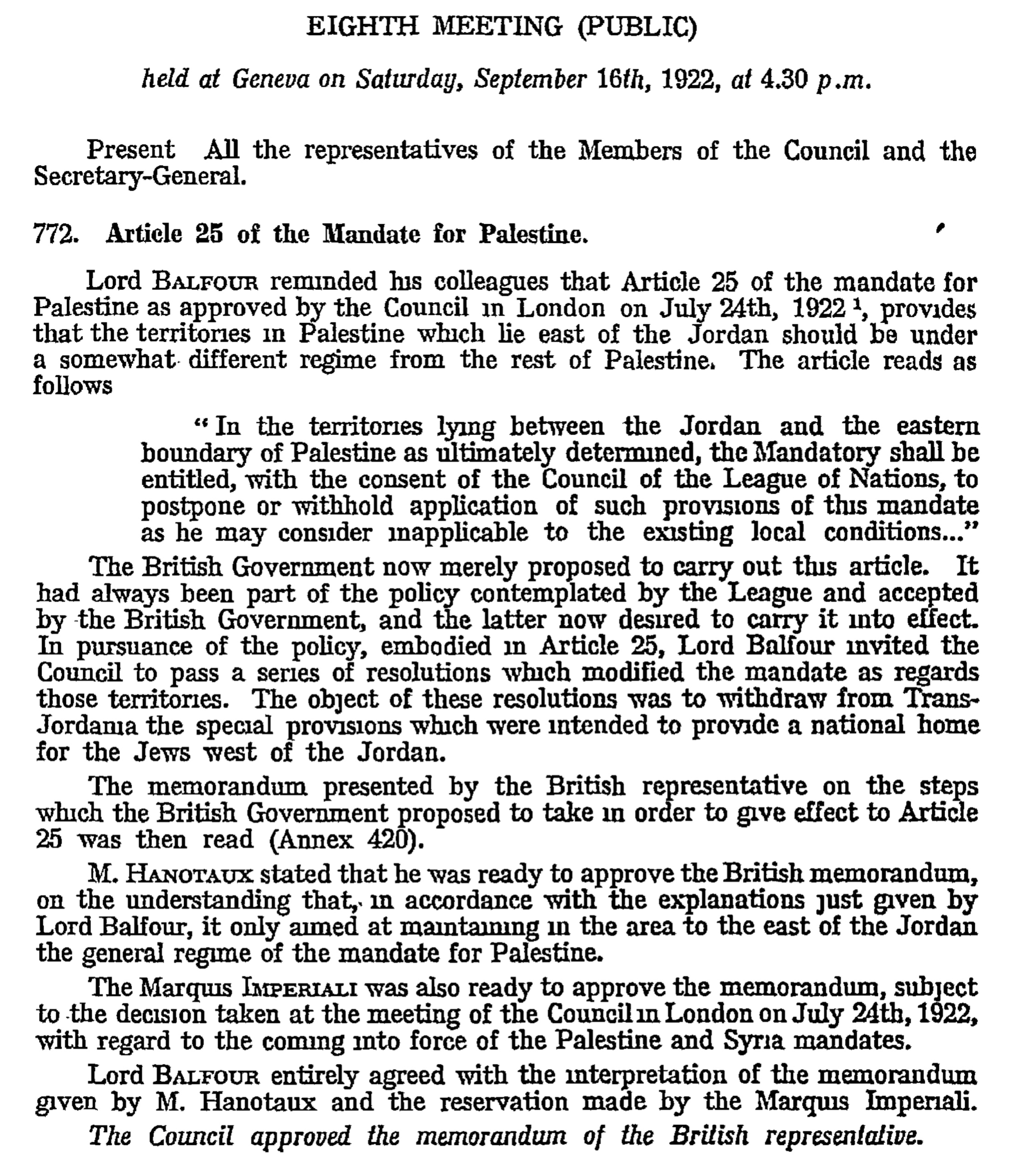
الموافقة على مذكرة شرق الأردن في مجلس عصبة الأمم، 16 سبتمبر 1922

بعد فترة وجيزة من الموافقة على الانتداب في يوليو 1922، أعد مكتب المستعمرات مذكرة لتنفيذ المادة 25. وفي 16 سبتمبر 1922 وافقت عصبة الأمم على مذكرة بريطانية توضح بالتفصيل التنفيذ المقصود للبند الذي يستثني شرق الأردن من المواد المتعلقة بالاستيطان اليهودي.
عندما قُدمت المذكرة إلى مجلس عصبة الأمم، أوضح بلفور الخلفية وبحسب المحضر، "ذكّر اللورد بلفور زملائه بأن المادة 25 من الانتداب على فلسطين كما وافق عليه المجلس في لندن في 24 يوليو 1922، تنص على أن الأراضي في فلسطين الواقعة شرقي نهر الأردن يجب أن تخضع لنظام مختلف إلى حد ما عن بقية فلسطين... والآن تقترح الحكومة البريطانية فقط تنفيذ هذه المادة.
تماشيًا مع السياسة المتضمنة في المادة 25 دعا اللورد بلفور المجلس لاتخاذ سلسلة من القرارات التي تعدل التفويض فيما يتعلق بهذه الأراضي، وكان الهدف من هذه القرارات سحب الأحكام الخاصة من شرق الأردن التي تهدف إلى توفير وطن قومي لليهود غرب الأردن.

### تركيا
لم تكن تركيا عُضوًا في عصبة الأمم وقت المفاوضات فقد كانت على الجانب الخاسر من الحرب العالمية الأولى، ولم تنضم إليها إلا في عام 1932. وقد وثقت القرارات المتعلقة بالانتدابات على الأراضي العثمانية التي اتخذها المجلس الأعلى للحلفاء في مؤتمر سان ريمو في معاهدة سيفر، التي وقعت نيابة عن الإمبراطورية العثمانية والحلفاء في 10 أغسطس 1920.
لم تصدق الحكومة العثمانية على المعاهدة أبدًا، لأنها تطلبت موافقة مصطفى كمال أتاتورك الذي أعرب عن ازدرائه للمعاهدة، واستمر في ما كان يعرف باسم حرب الاستقلال التركية.
بدأ مؤتمر لوزان في نوفمبر 1922 بهدف التفاوض على معاهدة لتحل محل معاهدة سيفر الفاشلة. وفي معاهدة لوزان الموقعة في 24 يوليو 1923 اعترفت الحكومة التركية بفصل المناطق الواقعة جنوب الحدود المتفق عليها في معاهدة أنقرة (1921) وتخلت عن سيادتها على فلسطين.

## التأثير والإنهاء

### فلسطين الانتدابية
سيطر البريطانيون على فلسطين لمدة تقرب من ثلاثة عقود، وأشرفوا على سلسلة من الاحتجاجات وأعمال الشغب والثورات بين المجتمعين اليهودي والعربي الفلسطيني،  أُعتمدت خطة الأمم المتحدة لتقسيم فلسطين في 29 نوفمبر 1947 التي نصت على إنشاء دولتان يهودية وعربية منفصلتان تعملان في ظل اتحاد اقتصادي، مع نقل القدس إلى وصاية الأمم المتحدة. بعد أسبوعين أعلن وزير المستعمرات آرثر كريش جونز أن الانتداب البريطاني سينتهي في 15 مايو 1948. وفي اليوم الأخير من الانتداب أعلن إنشاء دولة إسرائيل وبدأت الحرب العربية الإسرائيلية.

### إمارة شرق الأردن
في أبريل 1923 قبل خمسة أشهر من دخول الانتداب حيز التنفيذ، أعلنت بريطانيا نيتها الاعتراف بـ"حكومة مستقلة" في شرق الأردن. وأصبح شرق الأردن مستقلاً ذاتيًا إلى حد كبير تحت الوصاية البريطانية وفقًا لاتفاقية 20 فبراير 1928، وأصبح مستقلاً تمامًا بموجب معاهدة مع بريطانيا في 22 مارس 1946.

## التواريخ الرئيسية من وعد بلفور إلى أن يصبح الانتداب ساريًا
|           |             |                                                      | المنطقة                                   | المنطقة                                                      |            |
| السنة     | التاريخ     | الوثيقة                                              | فلسطين                                    | شرق الأردن                                                   | شرق الأردن |
| --------- | ----------- | ---------------------------------------------------- | ----------------------------------------- | ------------------------------------------------------------ | ---------- |
| قبل الحرب | قبل الحرب   |                                                      | السنجق العثماني: القدس ونابلس وعكا        | السنجق العثماني: حوران ومعان                                 |            |
| 1915      | 24 أكتوبر   | مراسلات مكماهون - حسين                               |                                           |                                                              |            |
| 1916      | 3 يناير     | اتفاقية سايكس بيكو                                   |                                           |                                                              |            |
| 1917      | 2 نوفمبر    | وعد بلفور                                            |                                           |                                                              |            |
| 1918      | 23 أكتوبر   |                                                      | إعلان أوتا الجنوب تحت الإدارة البريطانية. | إعلان أوتا الشرق تحت الإدارة العربية البريطانية.             |            |
| 1918      | 1 ديسمبر    | تنازل فرنسا عن مطالبتها بفلسطين                      |                                           |                                                              |            |
| 1919      | 28 يونيو    | توقيع ميثاق عصبة الأمم، وإنشاء نظام الانتداب         |                                           |                                                              |            |
| 1920      | 10 يناير    | ميثاق عصبة الأمم يدخل حيز التنفيذ                    |                                           |                                                              |            |
| 1920      | 8 مارس      |                                                      |                                           | اعلان مملكة سوريا                                            |            |
| 1920      | 25 أبريل    | التفويض المعين في سان ريمو                           |                                           |                                                              |            |
| 1920      | 1 يوليو     |                                                      | بدء الإدارة المدنية بتعيين المفوض السامي  |                                                              |            |
| 1920      | 23 يوليو    |                                                      |                                           | أصبحت منطقة مهملة بعد معركة ميسلون                           |            |
| 1920      | 10 أغسطس    | توقيع معاهدة سيفر (لم تصدق قط)                       |                                           |                                                              |            |
| 1920      | 11-26 أغسطس |                                                      |                                           | سياسة كرزون: "لا جدال في إقامة أي إدارة بريطانية في المنطقة" |            |
| 1920      | 21 نوفمبر   |                                                      |                                           | جيش عبد الله يأسس إمارة شرق الأردن.                          |            |
| 1920      | 7 ديسمبر    | تقديم المسودة الأولى إلى عصبة الأمم                  |                                           |                                                              |            |
| 1920      | 23 ديسمبر   | اتفاق الحدود الشمالية                                |                                           |                                                              |            |
| 1921      | 12-30 مارس  | مؤتمر القاهرة. صياغة المادة 25 المتعلقة بشرق الأردن. |                                           | اقتراح إضافة المنطقة إلى فلسطين ككيان عربي منفصل.            |            |
| 1921      | 11 أبريل    |                                                      |                                           | إنشاء إمارة شرق الأردن                                       |            |
| 1922      | 24 يوليو    | الموافقة على شروط الانتداب                           |                                           |                                                              |            |
| 1922      | 10 أغسطس    |                                                      | توقيع الدستور الفلسطيني                   |                                                              |            |
| 1922      | 16 سبتمبر   | قبول مذكرة شرق الأردن                                |                                           |                                                              |            |
| 1922      | 23 أكتوبر   |                                                      | تعداد عام 1922 لفلسطين                    |                                                              |            |
| 1923      | 25 أبريل    |                                                      |                                           | إعلان الاستقلال                                              |            |
| 1923      | 29 سبتمبر   | دخول الانتداب حيز التنفيذ                            |                                           |                                                              |            |

## فهرس
- Alsberg، Avraham P. [بالألمانية] (1980). "Delimitation of the eastern border of Palestine". Zionism. Institute for Zionist Research Founded in Memory of Chaim Weizmann. ج. 2. ص. 87–98. DOI:10.1080/13531048108575800. مؤرشف من الأصل في 2023-03-05. اطلع عليه بتاريخ 2023-05-08. {{استشهاد بكتاب}}: |صحيفة= تُجوهل (مساعدة)
- Louis، Wm. Roger (1969). "The United Kingdom and the Beginning of the Mandates System, 1919–1922". International Organization. University of Wisconsin Press. ج. 23 ع. 1: 73–96. DOI:10.1017/S0020818300025534. JSTOR:2705765. S2CID:154745632. مؤرشف من الأصل في 2023-04-09. اطلع عليه بتاريخ 2023-05-08.
- Matz-Lück، Nele (سبتمبر 2005). "Civilization and the Mandate System under the League of Nations as Origin of Trusteeship". في Armin Von Bogdandy؛ Rüdiger Wolfrum؛ Christiane E. Philipp (المحررون). Max Planck Yearbook of United Nations Law. Martinus Nijhoff Publishers. ISBN:90-04-14533-8. OCLC:278425314. مؤرشف من الأصل (PDF) في 2022-04-21. اطلع عليه بتاريخ 2023-05-08.
- Teitelbaum، Joshua (2001). The Rise and Fall of the Hashimite Kingdom of Arabia. C. Hurst & Co. Publishers. ISBN:9781850654605. مؤرشف من الأصل في 2023-03-05. اطلع عليه بتاريخ 2023-05-08.
- Stenographisches Protokoll der Verhandlungen des 12. Zionisten-Kongresses in Karlsbad vom 1. bis 14. September 1921 [Proceedings of the 12th Zionist Congress September 1 to 14, 1921 in Karlsbad (Karlovy Vary)] (بالألمانية). Berlin: Jüdischer Verlag. 1922. p. 279. ZDB 2176334-3. Archived from the original on 2022-11-03. Retrieved 2023-05-08. {{استشهاد بكتاب}}: |عمل= تُجوهل (help)